# Bies

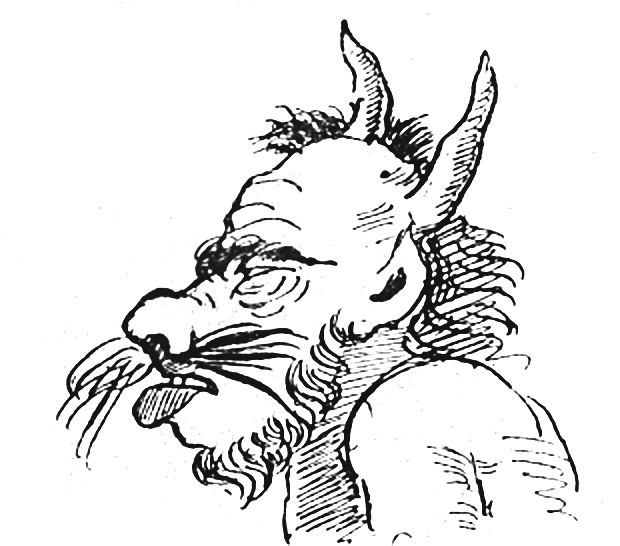

Bies ou bes (em russo:  бес) é um espírito do mal ou demônio na mitologia eslava. A palavra é sinônima de chort.
Depois da aceitação do Cristianismo, o bies foi identificado com o demônio, correspondendo ao ser referenciado no grego antigo como daimon (δαίμων - daimónion}} ou pneuma (πνεῦμα). Por exemplo, biesy (plural russo de bies) é usado na tradução russa padrão de Marcos 5:12, no qual demônios são exorcizados e em entram em porcos.

## Exemplos na cultura
- Em "O Conto do Padre e de seu Operário Balda", de Alexander Pushkin, há uma cena na qual Balda tem que forçar os "demônios" (чёрти, chorti) do mar a pagar uma dívida antiga, e interage com o "Bies Antigo" que é seu líder e seu neto.
- O título original russo do romance de Fiódor Dostoiévski conhecido em sua tradução inglesa como The Possessed (O Possuído) é Besy (Бесы) (plural russo de bes), i.e., mais literalmente, Os Espíritos do Mal.